# Конвой №6093
Конвой № 6093 — японський конвой часів Другої світової війни, проведення якого відбувалось у серпні 1943-го.
Вихідним пунктом конвою був атол Кваджелейн, на якому була головна японська база на Маршаллових островах. Пунктом призначення став атол Трук у центральній частині Каролінських островів, де ще до війни створили головну базу японського ВМФ у Океанії, звідки до лютого 1944-го провадились операції в цілому ряді архіпелагів.
До складу конвою увійшли транспорти «Кенан-Мару» і «Кайко-Мару», а також танкер «Хісі-Мару №2» (Hishi Maru No. 2) під охороною переобладнаного канонерського човна «Чоан-Мару №2 Го».
9 серпня 1943-го загін полишив Кваджелейн та попрямував на захід. Хоча поблизу вихідного та, особливо, кінцевого пунктів маршруту традиційно діяли американські підводні човни, проходження конвою № 6093 минуло без інцидентів і 15 серпня він прибув на Трук.